# 1552 en littérature
| Années de la littérature : 1549 - 1550 - 1551 - 1552 - 1553 - 1554 - 1555    |
| Décennies de la littérature : 1520 - 1530 - 1540 - 1550 - 1560 - 1570 - 1580 |

Cet article présente les faits marquants de l'année 1552 en littérature.

## Événements
- 1er mars : aussitôt paru, Le Quart Livre est interdit par le Parlement à la requête de la Faculté de théologie de Paris et Rabelais (1493-1553) est persécuté par l'Église. Son imprimeur Michel Fezandat peut cependant remettre livre en vente[1].

- Date généralement reconnue de la rédaction de Ralph Roister Doister, de Nicholas Udall, publiée en 1567, considéré longtemps comme la première comédie en langue anglaise[2].

## Parutions
- 28 janvier : Le Quart Livre, roman de François Rabelais[1].

- 1er février-20 septembre : Bartolomé de Las Casas est à Séville où il fait publier huit ouvrages chez Sebastián Trujillo et Jácome Cromberger (es), dont la 'Brevísima relación de la destrucción de las Indias[3]. Il dénonce « la destruction des Indes » et la mise en esclavage des indiens d'Amérique.

- 30 septembre : Pierre de Ronsard publie Les Amours de Pierre de Ronsard Vendômois, recueil de poèmes dédiées à Cassandre Salviati[4], puis le Cinquième Livre des Odes[5].
- 10 décembre : Les Amours de Méline, recueil de poèmes de Jean Antoine de Baïf[6].

- 24 décembre : première édition de Historia general de las Indias (« Histoire générale des Indes ») de Francisco Lopez de Gomara, imprimée dans l'atelier d'Agustín Millán à Saragosse[7].

## Naissances
- 8 février : Théodore Agrippa d'Aubigné, écrivain et poète baroque français († 9 mai 1630).
- 18 juin : Gabriello Chiabrera, poète italien de la fin de la Renaissance († 14 octobre 1638).
- 23 octobre : Odet de Turnèbe, dramaturge français († 20 juillet 1581).

- Jean Bertaut, poète français  († 8 juin 1611).
- Vers 1552 : Edmund Spenser, poète anglais de la période élisabéthaine, mort en 1599.

## Décès
- 10 juin : Alexander Barclay, poète britannique (né vers 1475).
- 17 septembre : Andreas Osiander, théologien prussien (né en 1498).